# Объективизм по Айн Рэнд
Объективизм — философия рационального индивидуализма, созданная американской писательницей российского происхождения Айн Рэнд (1905—1982). В романах «Источник» и «Атлант расправил плечи» Рэнд вывела свой идеал человека-творца, живущего исключительно за счёт своих творческих способностей и таланта и стремящегося обрести собственное счастье в жизни. Философия Рэнд противостоит коллективизму.
Главное положение объективизма по Айн Рэнд состоит в том, что целью жизни каждого человека является стремление к собственному счастью. При этом социальная система должна обеспечивать индивидуальные права людей, что достигается соблюдением принципа Laissez-faire (невмешательство государства в экономику).
Академические философы зачастую игнорируют или отвергают философию Рэнд. Однако объективизм имеет значительное влияние среди либертарианцев и американских консерваторов. Объективистское движение, основанное Рэнд, пытается распространить свои идеи среди общественности и в академических кругах.

## Философское и психологическое содержание объективизма
Основой объективизма является фундаментальный монизм, единство мира и языка, бытия и мышления. Существует только одна объективная реальность, а не две отдельных: реальность сама по себе и её описание.
Объективизм предполагает, что существует только одна объективная реальность, и что человеческий разум является средством её восприятия, а для человека важны разумные моральные принципы. Отдельные люди находятся в контакте с этой реальностью посредством сенсорного восприятия и получают объективные знания через восприятие измерения, формируя обоснованные концепции погрешности измерений, и надлежащей моральной целью жизни является стремление к собственному счастью или «рациональный эгоизм». Единственной социальной системой, в соответствии с этой моралью, является полное уважение индивидуальных прав человека, воплощенное в Laissez-faire капитализме, и в том, что роль искусства в жизни человека проявляется в преобразовании абстрактных знаний через избирательное воспроизведение реальности в физическую форму — произведение искусства — и это можно постичь и отреагировать на всё это только через самосознание.
Название «объективизм» исходит из предположения о том, что человеческие знания и ценности объективны: они не созданы чьими-то мыслями, а определены природой вещей, чтобы быть обнаруженными человеческим сознанием. Важно не смешивать объективизм по Айн Рэнд и объективизм в философии.
Основные тезисы:
- Бытие существует (Existence exists)
- Сознание осознано (Consciousness is conscious)
- Бытие есть тождество (A is A)

Основная аксиома объективизма — объективная реальность существует независимо от воспринимающего её человека. Согласно объективизму, разум — единственное данное человеку средство постижения действительности и единственное руководство к действию. Под разумом понимается способность определять и усваивать материал, данный человеку в ощущениях.
Несмотря на выраженное негативное отношение Рэнд к коммунизму, объективизм в онтологическом аспекте очень напоминает философию познания Ленина. Рэнд пишет о разуме, которому доступна объективная истина — сравните с «Материализмом и эмпириокритицизмом», написанным против позитивизма Эрнста Маха, считавшего, что человек может знать лишь воспринимаемые ощущения. Знаменитая формулировка «Материя есть объективная реальность, данная нам в ощущении» очень гармонично смотрелась бы и в контексте философии Рэнд.

В своих рассуждениях Рэнд любила ссылаться на Аристотеля, особенно на закон непротиворечивости в логике — «А есть А». Из этого она выводила своё обоснование эгоизма. Сидни Хук в 1961 написал статью, в которой расписал эту особенность писательницы обнаруживать всё более невероятную ценность тезиса «А есть А» для философии объективизма. Однако логику недопустимо «расширять» таким образом:
«[она] не подозревает, что логические принципы сами по себе могут только проверять непротиворечивость. Они не могут установить истину… Когда мисс Рэнд клянётся в верности Аристотелю, она претендует на то, чтобы выводить из логики не только факты, но и… этические правила и экономические законы».
В связи с такой спецификой философии Рэнд Кори Робин назвал её «метафизической жвачкой».
Объективизм подразумевает единую систему для всего мировоззрения, и в проекциях на соответствующие аспекты утверждает следующее:
1. Существует объективный мир, независимым от восприятия человека и его отношения к фактам.
2. Единственный способ восприятия мира — это разум, под которым понимается умение воспринимать и обрабатывать информацию, поступающую от органов чувств; он же должен являться единственным руководством к действию.
3. Каждый человек должен, во-первых, стремиться к своему личному счастью, что является наивысшей моральной ценностью, и, во-вторых, не должен позволять использовать себя для достижения целей других людей, равно как и использовать их для достижения своих целей.
4. Идеальное политико-экономическое устройство социума — это неограниченный капитализм, при котором все заключают исключительно добровольные сделки друг с другом. Под добровольностью понимается отсутствие физического принуждения. Экономика должна быть полностью отделена от государства, задачей которого является исключительно противодействие тем, кто пытается добиться чего-либо силой.

Айн Рэнд интересовалась темой соотношения разума и эмоций с 1946 года, особенно продуктивным было сотрудничество с Натаниэлем Бранденом, который предложил трактовку разума как «объяснительной системы» для эмоций. Согласно объективизму разум порождает знание, при этом эмоции — не знание и не являются формой разума. В сформулированном виде эта концепция была им изложена в статье «Психология удовольствия» («The Psychology of Pleasure», 1964). В ней он приводит наглядный пример манеры битников танцевать: они старательно, с истерическим надрывом, дёргаются, но при этом у них нет радости на лицах, а глаза пустые. Они лишь выполняют ритуал, демонстрируя отсутствие смысла действия и мышления в целом." Это «удовольствие» бессознательного существования".
Объективизм считает, что эмоции полностью зависят от мыслей человека и являются подчинённой, хотя и важной частью сознания. Проблема неосознанности эмоций и их подавления — причина множества проблем человечества. Чтобы личность стала цельной, требуется осмысление эмоций — в этом случае его ощущение жизни гармонично с сознательными убеждениями, конфликт между сознательной и бессознательной частями психики отсутствует.
Рэнд называла иррационализм любого вида «болезнью общества середины XX века» и считала причиной систему образования. В статье «The Comprachicos» (1970) она изложила мнение подробно: все этапы обучения, от детского сада и до университета, искажают оптимальный процесс становления будущей личности: под воздействием неправильных сознательных концепций (отличающихся от объективизма) формируются ложные бессознательные паттерны, которые остаются на всю жизнь.
Философия Рэнд считает правильным лишь сугубо рациональное поведение, однако антропологи и эволюционные психологи уже показали разнообразия мотиваций, тактик и стратегий поведения людей. Они могут быть эгоцентричны и алчны, но могут быть отзывчивы и альтруистичны. Эту тему развивал, например, Майкл Шермер в книгах «Наука добра и зла» и «Рыночный разум». Он придерживается стороны эволюционных этики и экономики и указывает, что подобная позиция неприемлема для поклонников теории Рэнд. В 2017 году Нобелевская премия по экономике была вручена Ричарду Талеру за вклад в поведенческую экономику, которая утверждает необходимость учёта иррациональных факторов поведения человека в экономике.

## Этика объективизма
База этики в объективизме — крайний индивидуализм, который отвергает все виды коллективизма. Рэнд называет ложными все концепции, которые ставят что-либо выше интересов индивида и считает, что групповых интересов не существует как таковых, поскольку группа — не отдельный субъект, имеющий некое мнение. Коллективный интерес может рассматриваться лишь как некая усреднённость интересов каждого члена коллектива.
Объективизм исходит из концепции одинаковости законов, по которым мыслит каждый человек, и делает из этого вывод о единственности ценностной системы, которая этим законам соответствует. То есть считается, что разумный человек, если возьмётся формулировать свои этические ценности, придёт в результате именно к объективизму.
Альтруизм Рэнд называет «моральным каннибализмом» и указывает на ложность тезиса «счастье одного человека неизбежно требует страданий другого». Согласно объективизму, разумные интересы людей противоречить друг другу не могут. Однако тут же указывается, что в случае конфронтации спор должно решать методом переговоров или свободной конкуренции, которая позиционируется честным соревнованием. Рыночные отношения таким образом расширяются с экономических вопросов на все социальные аспекты.
Г. Вайс описывает идеал объективистской этики как независимого, хладнокровного и равнодушного безбожника-корыстолюбца. Крайний индивидуализм объективизма имеет общие черты с Единственным М. Штирнера: оба типажа заявляются свободными от всех религиозных, социальных и культурных традиций, независимыми в суждениях. К. А. Куреных считает, что Рэнд полностью согласилась бы с характеристикой эгоиста по Штирнеру, который отказывается служить идее и осознанно служит «именно своей выгоде».
Недостатками объективизма является схематичность и психологическая недостоверность концепции: предполагается, что человек всю свою жизнь должен исходить исключительно из рациональных аргументов и причин, эмоциональная часть психики «отключается», а всё удовольствие по сути сводится к увеличению богатства. Предполагается, что ситуаций, в которых приходится выбирать между личностными ценностями и внешними обстоятельствами, не бывает.
Также никак не разработана тема социальных последствий такого прямого эгоцентрического поведения. Более того, в произведениях А. Рэнд отсутствует чёткое определение термина «эгоизм», хотя само слово используется постоянно.
Пример наглядного расхождения этики объективизма с общепринятой моралью — отношение Рэнд к Уильяму Хикману, совершившему «самое ужасное преступление 1920-х годов» по мнению «The Los Angeles Times». В 1927 году Хикман, совершив ряд преступлений, похитил, изнасиловал, убил и расчленил 12-летнюю девочку. Рэнд называла его «блестящим, необычным, исключительным мальчиком» и восхваляла его «огромный явный эгоизм».

Дженнифер Бёрнс в своей книге цитирует восторженные слова Рэнд из одной из статей об этом преступнике:
«Хикман представляет собой удивительную картину человека, лишённого чувства ответственности перед обществом. Человек, который действительно стоит особняком от общества как свободой своей души, так и свободой действий. Другие люди не существуют для него, и он не понимает, почему он что-то им должен».
Сожалела же Рэнд о том, что «Этот мальчик [Хикман] был недостаточно силен», так как «сильный человек может в конце концов растоптать общество своими ногами».

Гэри Вайс в книге «Вселенная Айн Рэнд» пишет, что Айн Рэнд не просто отрицала альтруистическое поведение, самопожертвование и т. п., а считала эти понятия почти что ругательствами. В её мировоззрении все личные обязательства, включая семейные отношения, отвергаются, а главная мысль — это утверждение правильности наличия разницы между богатыми и бедными.
«Таким представляется рай Айн Рэнд, Лос-Анджелес, Чикаго и Нью-Йорк превратятся в подобие Каира и Калькутты, в которых богачи будут спасаться от измождённых необразованных масс в особых анклавах, обнесённых высокими стенами».
Вайс, анализируя объективизм и биографию Айн Рэнд, делает вывод о причине привлекательности её концепции для значительного количества людей. Философия неограниченного капитализма привлекает тех, кто тоскует по «раю» «страны возможностей», которой были США в конце XIX века (и Россия 1990-х).
Проще говоря, главная и единственная идея философии объективизма заключается в сентенции «богатый — значит, хороший». Рэнд доводит идею протестантской этики Вебера до предела и практически религиозной дихотомии. Богатый — значит, практически святой. Бедный — значит, плохой, ленивый, порочный грешник. Она предлагает всем богатым индивидуалистам объединиться в заговор против бедных и всех, кто выступает за социальную справедливость.
Кори Робин указывал на сходство этики объективизма с нацистской. Для нацистов центром мировоззрения была нация, и её польза (с их точки зрения) оправдывала что угодно. Рэнд провозглашает, писал Робин, то же самое, только вместо нации у неё стоит индивид. Так, в книге «Капитализм. Незнакомый идеал» (1967), она писала: «исключительное меньшинство, которое поднимает целое свободное общество до уровня собственных достижений, при этом стремясь всё выше и выше». Робин приводил цитату Гитлера, которая имеет явное смысловое сходство в плане превознесения отдельных людей, которые считаются «высшими» относительно остальных: «Всё позитивное… можно приписать лишь важности личности… Всеми земными благами, которыми мы владеем, мы обязаны борьбе немногих избранных». Интересный факт: в фашистской Италии в 1942 была экранизирована книга «Мы, живые» в двух частях.
Г. Дашевский считает, что популярность объективизма вызвана не просто разделением стремления к неограниченному капитализму. Имеется также и психологическая причина: Рэнд сумела в «Атланте» и других произведениях не просто оправдать капиталиста, стремящегося к частному богатству, но и преподнести его как невинного страдальца, гонимого и поругаемого ленивым большинством, которое желает лишь паразитировать на предпринимателях. Она даже превратила себя в символ: после получения известности на людях стала носить пелерину чёрного цвета с вышитым знаком доллара.

## Проблема точного перевода терминов объективизма
Базовые концепты объективизма — это «индивидуализм» и «эго». Однако понимание этих терминов в русском языке отличается от американского, и важно учитывать культурно-лингвистические особенности стран.
В русском языке слово «индивидуализм» имеет явную негативную окраску и означает постановку своих интересов выше интересов общества. В английском же языке «individualism» не имеет отрицательного коннотата и означает «независимость» (being independent) и «самостоятельность» (being self-reliant), причём во втором случае имеется в виду социальная концепция права свободы действий индивида, которое выше государственного контроля. Таким образом, прямой перевод вносит значимые искажения. Термин «individualism» гораздо ближе к русскому понятию «индивидуальность», но и в этом случае не передаёт «социальный» англоязычный оттенок.
Слово «эго» в русском языке напрямую используется сугубо как термин психологии, обычно же является частью сложных слов, которые также обычно относятся к пейоративным: эгоцентризм, эгоизм (как правило, оттенки смысла смешивают). В английском же языке главным является положительный компонент смысла «самоуважение» (self-esteem, self-respect). Негативный оттенок также имеется — это «большое самомнение» (self-importance), но он вторичен.

## История развития
Айн Рэнд впервые выразила идеи объективизма в романах «Источник» и «Атлант расправил плечи». Впоследствии она развивала их в своих журналах «Брошюра объективиста», «Объективист», «Послание Айн Рэнд», и в научно-популярных книгах, таких как «Введение в эпистемологию объективизма». Детальное изложение взглядов Рэнд содержится также в её поздних работах: «Добродетель эгоизма» (1964) и «Капитализм: неизвестный идеал» (1966).
Во время написания «Источника» Рэнд получила зависимость от амфетаминов, что усилило проявления агрессии и паранойи, а кружок единомышленников начал превращаться в типичную секту. Люди делились на меньшинство продуктивных капиталистов и остальных, которые считались «голой, извращённой, бессмысленной фигурой человеческой некомпетентности». Это в восприятии Рэнд была «грязь, которую нужно размолоть под ногами; топливо, которое нужно сжечь». Интересно, что после написания «Атланта» в своих текстах Рэнд нередко цитировала Голта как реального персонажа, без указания, что он является выдуманным литературным героем.
Популярность сподвигла Рэнд на создание кружка единомышленников. В 1950-60-х она организовала кружок преимущественно молодых людей, которые составили своеобразный культ: по сути они верили в то, что объективизм — это единственно верная, объективная правда о мире. Своё объединение сторонники индивидуализма иронично называли «Коллектив». Они видели себя первопроходцами, которые положат конец «Великой компрессии» (1950-60 гг. в США; в это время росло благосостояние народа, расцветал средний класс и сокращалось социальное неравенство) и построят «совершенно свободное общество». Одна из участниц «Коллектива» вспоминала: «Мы видели себя зачинщиками грядущей революции, нас переполняло восторженное предвкушение радикальных перемен».
Романы писательницы цитировались наизусть, на попытки же получить ответы и разъяснения Рэнд лишь называла сами вопросы «антижизненными» и «идиотскими». Бывший участник круга приближенных вспоминал, что были «правильные» и «неправильные» не только мнения, но и искусство, вплоть до дизайна интерьеров, а «неправильные книги» даже нельзя было приобретать. Наглядный пример жёсткости требований в плане «правильного и неправильного»: Рэнд требовала, чтобы все её последователи обязательно курили.
Если кто-либо смел не согласиться с ней, вся группа устраивала показательный суд, и можно было лишь полностью раскаяться или быть исключённым из коллектива. Барбара Вайс, секретарша Рэнд, впоследствии признала: «Деятельность её культа обнажила пустоту притязаний Рэнд на поклонение свободному мышлению и индивидуализму. Её послание гласило: „думай свободно, пока это приводит тебя к полному согласию со мной“».
Милтон Фридман охарактеризовал роль Рэнд для капитализма следующим образом: «Рэнд — нетерпимая к чужому мнению догматичка, которая, тем не менее, принесла много пользы». Позицию проясняет проф. Кори Робин в рецензии на биографии писательницы, «Не так значима сама Рэнд, как резонанс её идей в американской культуре».
Джефф Волкер в своей книге «Культ Айн Рэнд» открыто назвал Институт Натаниэля Брандена, который занимался распространением учения, «Церковью Объективизма». Никто не мог говорить о том, что есть объективизм, кроме самой Рэнд и (до его исключения из «Коллектива», как назывался круг приближенных) Брандена. Остальные именовались «изучающими объективизм» (student of Objectivism).
Майкл Шермер в книге «Почему люди верят в удивительное» (1997) описал «похожее на культ» движение вокруг Рэнд. Даже если последователи неких достаточно экстремальных взглядов воздерживаются от стандартного для культов поведения, их группа всё равно имеет значительную вероятность развиться до иррационального культа. Примером может служить описание восприятия Рэнд её ближайшим кругом, сделанное Натаниэлом Бранденом:
«Айн Рэнд — величайший человек из всех, какие когда-либо жили на свете. „Атлант расправил плечи“ — величайшее из человеческих достижений в мировой истории. В силу своего философского гения Айн Рэнд — верховный арбитр по любым вопросам, имеющим отношение ко всему рациональному, нравственному и уместному в жизни человека на земле. Не может быть хорошим объективистом тот, кто не восхищается тем же, чем восхищается Айн Рэнд, и не осуждает то, что осуждает она. Не может быть полностью последовательным индивидуалистом тот, кто не соглашается с Айн Рэнд по любому фундаментальному вопросу».
Действительно, ближний круг Рэнд и многие последователи объективизма имели черты, характерные для последователей религиозных культов: вера в абсолютную истинность исповедуемой концепции, в непогрешимость лидера культа, благоговение перед ним, следование правилам и принципам поведения, разработанным лидером, вкупе с убеждённостью в их правильности, даже если они не относятся к мировоззрению культа непосредственно (например, в плане выбора музыки и литературы).

А. Кустарёв признаёт положительные черты объективизма и считает, что Рэнд учила людей «не растворяться покорно в массе, смелее использовать свои ресурсы, настаивать на своём», не страдать излишней скромностью, не бояться плыть против течения, будучи уверенными в своей правоте. Однако при этом уровень её как философа, по его мнению, «так и не превысил уровня гимназистки-отличницы», и её этическая позиция берёт начало не в философии, а в изначальной этической позиции.
«Эйн Рэнд — идеолог и экстремист. Ее проповедь морально экзальтирована. Это — этическое учение. Эйн Рэнд одной из первых, если не первая, стала проповедовать капитализм точно так же, как русские марксисты стали проповедовать коммунизм, то есть как царство Божие на земле. Это уже пахло настоящей сектой. Эйн Рэнд позднее, когда, видимо, слегка подначиталась серьезной литературы и поговорила с серьезными людьми, стала горячо это отрицать, но что было сделано, то было сделано: она построила вероучение».
Движение объективистов под конец жизни основательницы настолько стало выглядеть культом, что одна из ближайших соратниц Рэнд, Барбара Брэнден, в книге «Страсти Айн Рэнд», честно признала наличие всех основных черт культа в «Коллективе». Но при этом, что показательно, тут же написала, что «всё же большинство участников оставалось преданным принципам рациональности и индивидуализма».
Харизма убеждённой в своей правоте Рэнд была настолько велика, что мало кто видел несоответствие между требованием объективизма не принимать ничего на веру и всё усиливающейся догматичности самой писательницы, которая требовала беспрекословного согласия с ней самой. В 1960-70-е года она много путешествовала по США, читая лекции по объективизму в различных учебных заведениях. Некоторые из них, в том числе очень престижные, присуждали Рэнд почётные научные степени — Принстон, Йель, Гарвард, Колумбийский университет и Массачусетский технологический институт.
Элиезер Юдковский отмечает, что Институт Айн Рэнд после её смерти для описания объективизма стал использовать эпитет «закрытая система». То есть: объективизм полностью определяется и описывается текстами Рэнд. Поскольку она умерла, то объективизм как этико-философская система полностью закрыт и не может быть дополнен и тем более исправлен. Если кто-либо в чём-нибудь не согласен полностью с тезисами Рэнд — значит, он не объективист.
«Айн Рэнд не признавала никого, кто бы превосходил ее, в прошлом и не допускала появления такого человека в будущем. Рэнд, которая начала с восхищения разумом и индивидуальностью, закончила тем, что предавала остракизму всякого, кто смел ей противоречить».
В начале 1960-х в одном из выступлений Рэнд назвала христианский крест символом пытки и заявила в качестве «своего» символа знак доллара. По её мнению, это «символ свободной торговли, а значит, и свободомыслия».

## Политическое влияние
Идеи А. Рэнд оказали значительное влияние на политическую жизнь в США и других странах. Изучением творческого наследия писательницы занимаются, в частности: Институт Айн Рэнд в Ирвайне (Калифорния) и Общество Атланта.
По сведениям британского еженедельника The Economist, наибольший интерес к идеям Рэнд за пределами США проявляют жители Швеции, Канады и Индии. Издание также отмечает, что объём продаж книг А. Рэнд в Индии превышает тот же показатель для книг К. Маркса в 16 раз.
Однако надо учитывать, что большинство экземпляров не продаётся, а бесплатно раздаётся учебным заведениям за счёт Института Айн Рэнд. В 2007 году в The New York Times сообщалось, что каждый год таким образом среди учащихся распространяется по 400 000 книг. Продано же за год около 150 тыс. экземпляров.
Во время президентства Барака Обамы, в феврале 2009, в США появилось политическое «Движение чаепития» («Tea Party»). Его участники в целом придерживаются идеологии Айн Рэнд и почти что цитируют её тексты в своих требованиях. Выражая своё недовольство экономической политикой правительства, они требуют уменьшения контроля государства, снижения социальных выплат и т. д. В отличие от героев Рэнд, участники движения не уходят во «внутреннюю иммиграцию», а требуют отобрать определённые права у правительства.
В это же время спрос на книги Рэнд повысился более чем вдвое. Стефен Моор, главный редактор экономического раздела «The Wall Street Journal» пояснил рост интереса к «Атланту» тем, что в романе описаны последствия государственного регулирования, а также «роста доли населения, не производящего значимых общественных ценностей», и книгу читают как предостережение. Моор указал на неэффективность государства: каждую выявляющуюся проблему государство начинает регулировать — и, по его мнению, проблема в результате не решается, а лишь усугубляется.